# Линьков, Григорий Матвеевич
Григорий Матвеевич Линьков (4 февраля 1899, село Васильевка ныне Октябрьского района Оренбургской области — 17 декабря 1961, Москва) — советский командир партизанского отряда в годы Великой Отечественной войны, Герой Советского Союза (20.01.1943). Полковник.

## Биография
Окончил сельскую школу, Оренбургскую совпартшколу и рабфак.
Член ВКП(б) с 1918 года.
В Красной Армии с 1918 года. Участник гражданской войны, воевал в составе армии Блюхера.
В 1938 году окончил Высшую военную электротехническую школу комсостава Рабоче-крестьянской Красной Армии (РККА), получил специальность военного инженера.
В боях Великой Отечественной войны с сентября 1941 года. Возглавил 1-й Белорусский отряд особого назначения, начавший действовать на оккупированной территории Лепельского, Чашникского и Хлопеничского районов Витебской области БССР (при этом главная база отряда находилась на небольшом острове в Березинских болотах).
Партизанский отряд под его командованием прошёл 600 километров по тылам врага в южных районах Белоруссии, совершал диверсии и подрывал коммуникации противника. С мая 1943 года Г. М. Линьков — командир диверсионно-разведывательной группы, действовавшей в районе Бреста, Барановичей, Волковыска, а затем на территории Польши и Чехословакии. Задачей Линькова было уничтожение националистического партизанского движения в белорусском Полесье и формирование там советских партизанских отрядов.
Награждён орденом Красного Знамени, медалями. Звание Героя Советского Союза Г. М. Линькову присвоено 21 января 1943 года за образцовое выполнение боевых заданий командования в тылу врага и особые заслуги в развитии партизанского движения в Белоруссии.
С 1946 года полковник Г. М. Линьков в отставке, был на партийной и государственной работе. Жил в Москве.
Погиб в 1961 году, похоронен на Новодевичьем кладбище.

## Достижения
Главным достижением Линькова является создание централизованной сети советских партизанских отрядов в Белоруссии.

## Награды и звания
Награждён орденом Красного Знамени, медалями. Звание Героя Советского Союза Г. М. Линькову присвоено 21 января 1943 года за образцовое выполнение боевых заданий командования в тылу врага и особые заслуги в развитии партизанского движения в Белоруссии.

## Память
В постоянной экспозиции Белорусского государственного музея истории Великой Отечественной войны представлена редкая фотография: командир разведывательно-диверсионной группы Г.М. Линьков с комиссаром Д.И.  Кеймахом и начальником штаба М.П. Архиповым в полной экипировке готовы к заброске в тыл врага. Снимок сделан на прифронтовом аэродроме в сентябре 1941 г.

## Сочинения
- Линьков Г. М. Записки партизана. — М.: Московский рабочий, 1949.
- Линьков Г. М. Война в тылу врага. — М.: Гослитиздат, 1948[3].
- Линьков Г. М. Партизан Александр Шлыков. — Ярославль: Книжное издательство, 1959.
- Линьков Г. М., Лебедев А. Г. Партизанская быль. — М.: Знание, 1963.

Книги Г. М. Линькова переведены и изданы на немецком, болгарском, венгерском, чешском, польском языках.

## Оценки
В феврале 1947 года бывший командир Пинского партизанского соединения Герой Советского Союза генерал-майор В. З. Корж (псевдоним Комаров) составил отзыв о книге Г. М. Линькова «Война в тылу врага», который был направлен в издательство «Советский писатель» и секретарю ЦК КП(б) Белоруссии П. К. Пономаренко. В нём говорится:
«…Тематика книги нужная и полезная для советского читателя. 〈…〉
Однако в книге т[оварища] Линькова мы видим много шероховатостей и серьёзных искажений действительности. 〈…〉
Общий дефект книги — то положение, что автор во главу партизанского движения ставит только диверсионную работу, в то время как последняя является одним из элементов партизанской борьбы. Вместе с тем он явно недооценивает значение других элементов партизанской борьбы, как то: разгром гарнизонов врага, сохранение населения от угона в немецкое рабство, систематическая массово-политическая работа с населением оккупированных немцами районов, отвоёвывание этих районов у врага и превращение их в партизанские зоны, отвлечение войск противника от действий на фронте, организация всенародной борьбы в тылу врага и т. п. 〈…〉
Вместо открытой борьбы с гитлеровцами… у т[оварища] Линькова появляется „сверхконспирация“… К чему понадобилась т[оварищу] Линькову эта „сверхконспирация“, если он подошёл к Ленинскому району Пинской области, когда ⅘ территории этого района уже были отвоёваны пинскими партизанами и немцами не контролировались?
Выпячивая диверсионную работу и забывая о других формах партизанской борьбы, Линьков делает серьёзные ошибки и прямо-таки клевещет на „местные“ (как он называет) партизанские отряды Белоруссии. Прикрываясь авторитетом [бывшего командира 1-й Украинской партизанской дивизии дважды Героя Советского Союза генерал-майора] Сидора Артемьевича Ковпа́ка, он говорит якобы его словами [в адрес] пинских партизан:
„А в лесу отсиживаться вы можете? Это не у вас ли такая поговорка ходит: наша, мол, задача — свою жизнь спасти, а остальное всё трын-трава“… и т. д. …
Можно заявить со всей ответственностью, что командир соединения Ковпак так не говорил: будучи человеком большой честности и имея большой партизанский опыт, он не мог говорить неправду и вылить такую грязь на партизанское соединение Пинской области, насчитывавшее к тому времени 7 крупных боевых партизанских отрядов с общим количеством бойцов, превышающим соединение Ковпа́ка, и проделавшее к тому времени много блестящих боевых операций по разгрому гарнизонов и коммуникаций врага.
〈…〉
Автор книги… нанёс грубое оскорбление народным мстителям Пинщины.
〈…〉
И как же не стыдно… т[оварищу] Линькову обвинять пинских партизан в „оборончестве“, „отсиживании“, „местничестве“, бросать народным мстителям Пинщины нелепые обвинения, умалчивая о боевых делах. Из книги можно заключить, что только отряд Бати был на высоте своего положения, остальные же отряды и соединения „так себе“.
Но ещё более тяжкие обвинения бросает автор книги брестским партизанам, среди которых он появляется в 1943 году. Линькову вообще не нравятся „местные“ отряды… 〈…〉. Он совершенно забыл, что летом 1943 года по всей Белоруссии партизанское движение переросло во всенародную борьбу… 〈…〉
〈…〉 Мало того, самолюбованием автора проникнута половина книги. Особенно это заметно после прибытия Линькова в Брестскую область. Здесь Линьков мнит себя организатором партизанского движения Брестской области, а сам по договорённости с [секретарём подпольного обкома КП(б)Б и одновременно командиром Брестского партизанского соединения С.И.] Сикорским забирает по своему выбору 300 лучших партизан из давно организованных партизанских отрядов.
Много ли тут надо организаторского таланта? Здесь Линьков выступает не как организатор, а как командир диверсионного отряда, полученного им от чужого дяди.
Бросив незаслуженную клевету на пинских партизан, он начинает с удвоенной энергией охаивать партизанские отряды Брестской области, забывая, что к 1943 г[оду] в Брестской области насчитывались тысячи партизан, имеющих уже большие боевые традиции. Он охаивает отряды вмести с их командирами и комиссарами, и, что хуже всего, причину „расхлябанности“ отрядов он ищет в том, что группа десантников-диверсантов, прибывшая из Москвы в конце 1942 года, „растворилась“ в многотысячной массе народных мстителей и её влияние стало незаметным… А вот прибыл т[оварищ] Линьков (он же Батя и полковник Льдов), расстрелял командира отряда Щенкова [по тексту книги; правильно Нищенков]… и всё пошло как в сказке: сразу изменился народ в отрядах, по мановению волшебной палочки Линькова отряды стали расти и под его руководством в один день стали сверхбоевыми. 〈…〉 Не слишком ли много берёт на себя автор книги, он же герой романа…
〈…〉
В этом письме мы не хотим умалять заслуги тов[арища] Линькова и его отряда, мы хорошо знаем диверсионную работу и её пользу в тылу врага и не хотим повторять ошибку тов[арища] Линькова, а хотим указать на допущенные ошибки в книге т[оварища] Линькова, односторонне показавшего партизанское движение…»
Из воспоминаний Павла Васильевича Пронягина, почётного гражданина г. Бреста, бывшего начальника штаба Брестского партизанского соединения: «…на территории Брестской области действовали диверсионно-разведывательные десантные группы от штабов армий и фронта. Наши отряды с ними установили тесные контакты, помогали им разведданными о вражеских гарнизонах, о движении поездов и т. д. В свою очередь они также оказывали нам помощь боеприпасами: взрывателями, минами, бесшумными приспособлениями для винтовок. 〈…〉 Но некоторые из десантников вели себя высокомерно, чрезмерно превозносили свою деятельность и с презрением относились к массовому партизанскому движению.
Не могу умолчать о полковнике Линькове. Он расстрелял без расследования и партизанского суда ни в чём не повинного командира партизанского отряда им[ени] Кирова майора Нищенкова [Константина Борисовича], а затем проявил кощунство, описав в книге „Война в тылу врага“ в ложном свете связанные с этим события».
Доследственной проверкой, проведённой в 1982 г. военной прокуратурой Краснознамённого Белорусского военного округа, установлено: «…майор Нищенков Константин Борисович в бытность свою командиром 15 стрелкового полка [49-й стрелковой Краснознамённой дивизии] и партизанского отряда им[ени] Кирова бригады им[ени] Пономаренко Брестской области никаких преступлений не совершал и расстрелян 28 мая [вероятно, опечатка; по архивным данным, расстрелян 23 мая] 1943 г. командиром разведывательно-диверсионного отряда Линьковым Г. М. необоснованно.
В возбуждении уголовного дела в отношении последнего отказано ввиду его смерти.
Об изложенном проинформированы Главное управление кадров МО СССР и Институт истории партии при ЦК КП Белоруссии».
Дважды Герой Советского Союза генерал Сидор Артемьевич Ковпак в предисловии к книге Г. М.
Линькова «Война в тылу врага» писал: «Героя Советского Союза полковника Г. М. Линькова в Великую Отечественную войну мы звали Батей. Я знаю его как одного из руководителей наших героических партизанских отрядов, нанёсших огромный урон врагу. С Батей мне приходилось встречаться в глубоком тылу противника и вместе бить фашистов там и тогда, где и когда они этого не ждали».
А вот что о Г. М. Линькове рассказывает соратник по борьбе Герой Советского Союза Антон Петрович Бринский:

«Чувствовался человек твёрдого характера и большой смелости, но смелости не безрассудной. Я сразу проникся уважением и доверием к своему новому начальнику. На протяжении трёх лет руководил он борьбой народных мстителей с гитлеровскими захватчиками. Личным примером, не щадя своей жизни, учил он партизан быть смелыми, беспощадными, стойкими. Он передавал нам свой богатый опыт старого коммуниста, партизана гражданской войны, опыт охотника и следопыта. Созданные и обученные им отряды действовали почти по всей Белоруссии, в западных областях Украины, Польше. Они внесли значительный вклад в дело разгрома фашистов. Когда стало известно, что в селе Велевщина прибыл из Лепеля карательный отряд гитлеровцев и что он пойдёт в облаву на Нешковский лес, где находились отряды партизан, Батя сказал:
— Пойдём погоняем фашистов в Велевщине, чтобы неповадно им было появляться в наших лесах.
И погоняли так, что от карателей остались жалкие остатки!
Батя был всегда впереди, он поднялся во весь рост и крикнул:
— Мы вам не мыши, сволочи!
А когда оккупанты бросили на борьбу с отрядами Бати, кроме полицейских команд, пехотный полк, усиленный танками, бронемашинами и миномётами, Батя был доволен этим. Он говорил:
— Это хорошо, одним полком будет меньше на фронте».